# ديم ماك

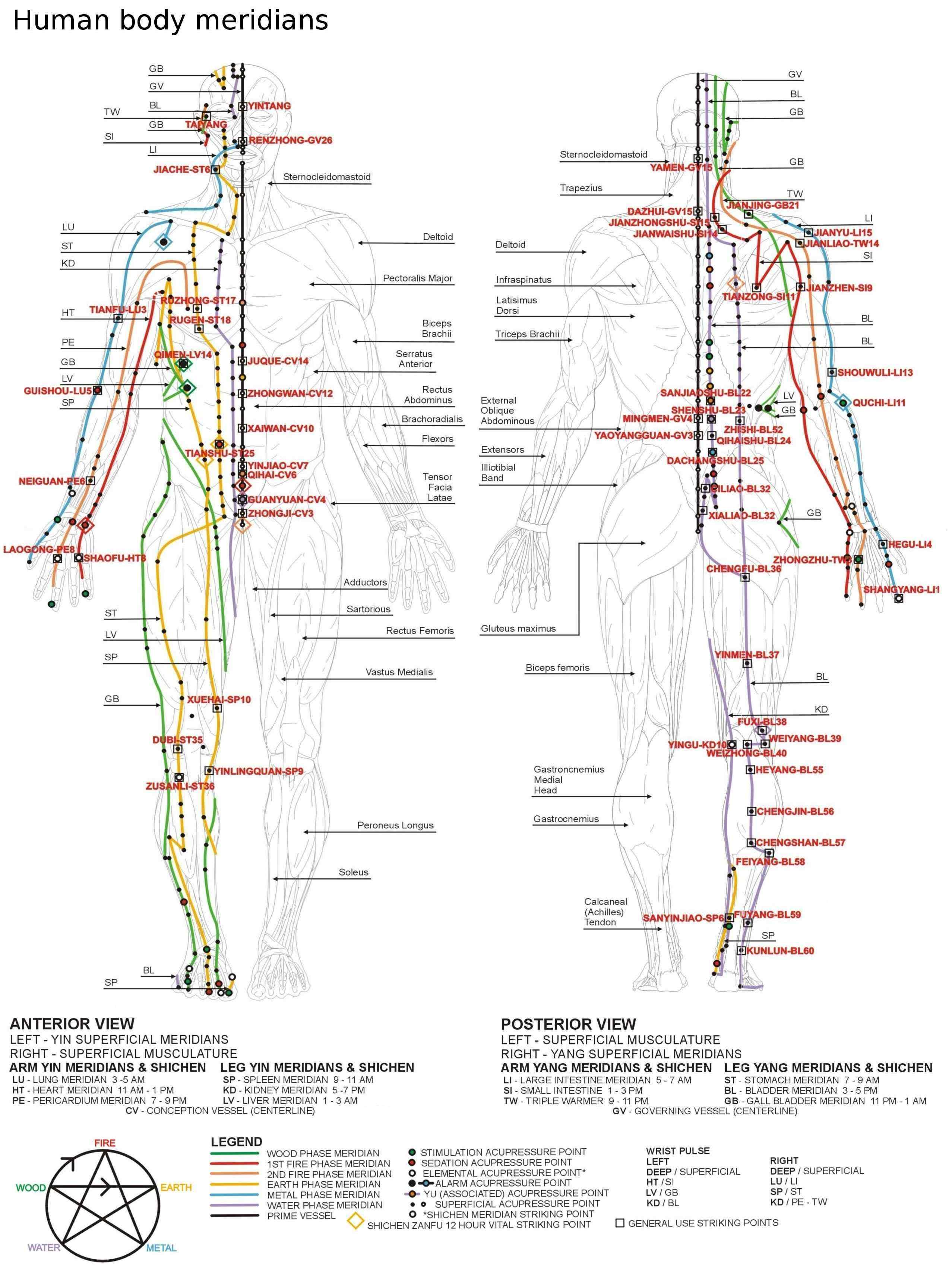

الديم ماك أو لمسة الموت (بالصينية: 點脈) هو فن قتالي صيني ويستعمل ايضاً للعلاج، والغرض من هذا الفن هو اضعاف قوة وشل الخصم واحياناً تسبب الموت، عن طريق الضغط على نقاط حيوية في الجسم، ويُعلم هذا الاسلوب في بعض معابد الرهبان وعند معلمين متخصصين في الصين، تأسس هذا الأسلوب على يد طبيب صيني منذ مئات السنين، ويستهدف هذا الاسلوب نفس الاماكن الذي يستهدفها طب الوخز بالإبر الصينية .